# آيت حمو سليمان (آيت سغروشن)
آيت حمو سليمان هي إحدى مشيخات المملكة المغربية، تتبع جغرافيا لإقليم تازة وإداريًا لآيت سغروشن. يقدر عدد سكانها بـ 2302 نسمة حسب الإحصاء الرسمي للسكان والسكنى لسنة 2004.